# Tjureda
Tjureda är kyrkby i Tjureda socken i Växjö kommun i Kronobergs län belägen norr om Växjö. 
I byn ligger Tjureda kyrka.
Tjureda var från 1838 till 1919  tingsplats för Norrvidinge härad.